# Rødovre
Rødovre é um município da Dinamarca, localizado na região oriental, no condado de Copenhaga.
O município tem uma área de 12 km² e uma  população de 36 312 habitantes, segundo o censo de 2005.